# Claude de Bauffremont de Scey
Claude de Beauffremont, né en 1529 et mort le 24 septembre 1593, était évêque de Troyes à l’époque de la Réforme.

## Biographie
Il est le fils de Claude de Bauffremont, baron de Sennecey, bailli de Chalon, gouverneur d'Auxonne, président de la noblesse aux États généraux de Blois en 1588 et d'Anne de Vienne de Listenois.
Nommé évêque de Troyes le 5 mars 1563, il est sacré dans la cathédrale le 9 mai 1563.
Pendant la période troublée des conflits entre protestants et catholiques, le chapitre cathédrale saisit ses bénéfices après l'avoir sommé de revenir à Troyes et de faire partie des Ligueurs. Son siège est considéré comme vacant par le chapitre et celui-ci déclare François Perricard comme nouvel évêque.
Il meurt le 24 septembre 1593 à Scey-sur-Saône où il repose.

## Source
- Jean-Charles Courtalon-Delaistre, Topographie historique de la ville et du diocèse de Troyes, 1783.